# Imperio oscuro
Imperio oscuro (en inglés Dark Empire) es una saga de tres series de cómics del universo de Star Wars, creada en 1995 por Tom Veitch y Cam Kennedy. La historia cuenta lo sucedido una década después del final de Episodio VI.

## Imperio oscuro I
La República galáctica está en crisis después de los ataques infligidos por el almirante Thrawn, una nueva oleada de generales imperiales se disputa el gobierno del planeta Coruscant, pero hay algo mayor aún: el emperador regresa en un clon de sí mismo ejecutando una nueva ofensiva para recuperar su antiguo dominio, con ello seduciendo al lado oscuro de la Fuerza al jedi Luke Skywalker.
La Nueva República está en crisis. Se libra una batalla en el planeta Mon Calamari en la que la Alianza obtiene la victoria mientras que Han, Leia y Chewbacca van en busca de Luke al planeta Byss.

### Ejemplares
- Imperio oscuro 1: El destino de un Jedi
- Imperio oscuro 2: Devastador de mundos
- Imperio oscuro 3: La batalla por Calamari
- Imperio oscuro 4: Enfrentamiento en la Luna de los Contrabandistas
- Imperio oscuro 5: El emperador renacido
- Imperio oscuro 6: El destino de una Galaxia

## Imperio oscuro II
Luke aún sigue en Byss donde derrota a Palpatine pero este regresa en un nuevo cuerpo clonado, Leia es capturada.
El Imperio a la ausencia del Emperador, es dirigido por Sedriss, un ejecutor del lado oscuro quien lidera la batalla de Balmorra.
Luke viaja a Onderon con Kam Solusar y descubren a los izanna que tienen poder en la fuerza. Desde allí se dirigen a Nuevo Alderaan.
La ofensiva de la Alianza, comandada por Wedge Antilles y Lando Calrissian en Byss es frustrada.

### Ejemplares
- Imperio oscuro II 1: Operación Mano sombría
- Imperio oscuro II 2: Duelo en Nar Shaddaa
- Imperio oscuro II 3: El mundo del Antiguo Sith
- Imperio oscuro II 4: La Trampa de los Ysannas
- Imperio oscuro II 5: El Arma de la Galaxia
- Imperio oscuro II 6: La Mano de la Oscuridad

## El Fin del Imperio
Después de que la base Pináculo fuera destruida por el Imperio, la Alianza se recupera. Nace Anakin Solo, el Emperador muere al tratar de dirigir su espíritu al hijo de Leia, Byss es destruido por el Cañón Galáctico, Luke comienza los preparativos para crear una nueva Academia Jedi.

### Ejemplares
- El fin del Imperio: incluye las dos partes El Fin del Imperio y ¡La Furia del Emperador!

## Personajes
- Rayf Ysanna
- Jem Ysanna
- Luke Skywalker
- Leia Skywalker
- Anakin Solo
- Lando Calrissian
- Han Solo
- Chewbacca
- C-3PO
- Palpatine
- Umak Leth
- R2-D2
- Vima-da-boda
- Boba Fett
- Ashka Boda
- Kam Solusar
- Executor Sedriss
- Ood Bnar
- Empatojayos Brand
- Carnor Jax